# Grand Hôtel Locarno

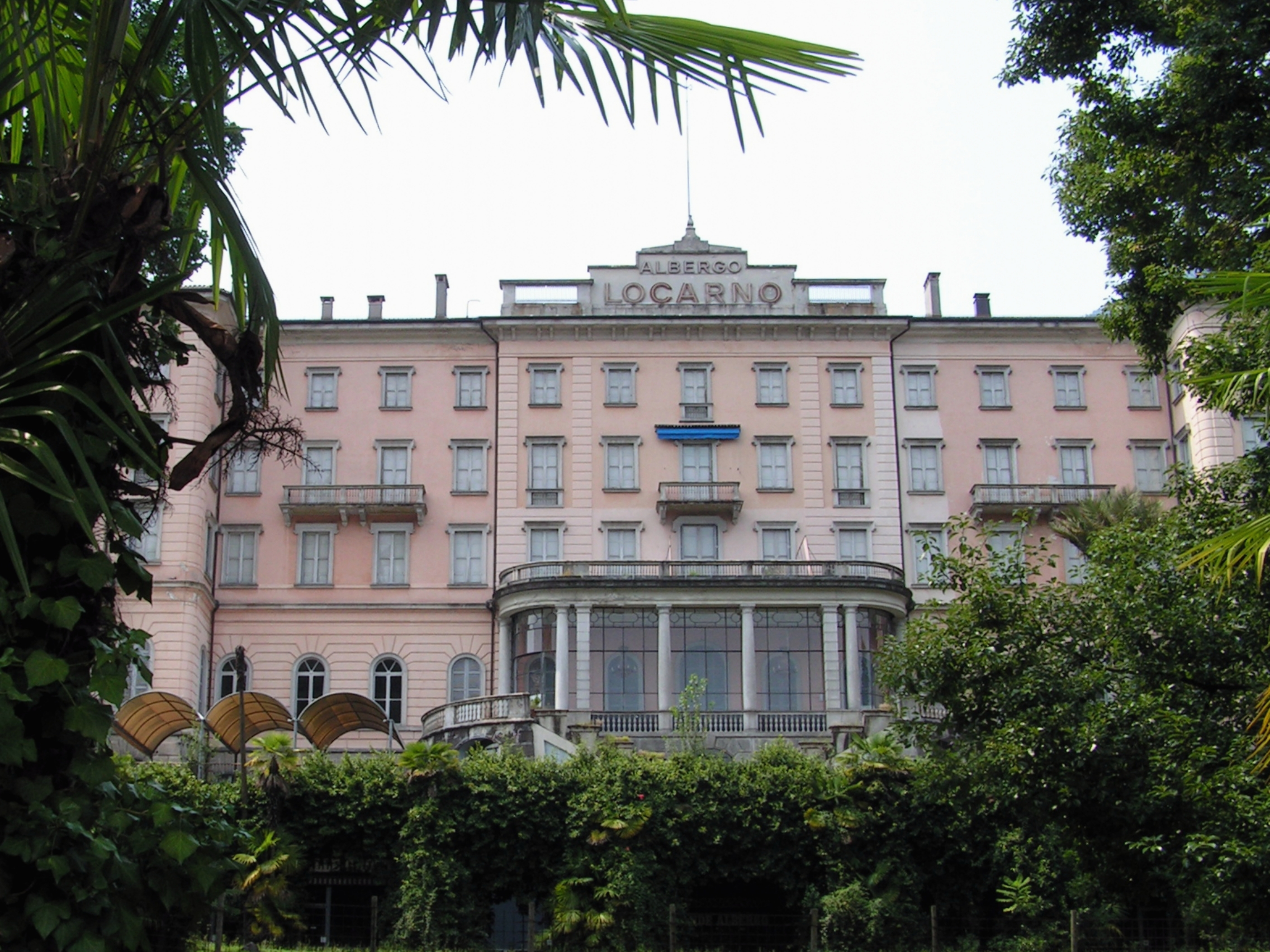
Grand Hôtel Locarno

Das Grand Hôtel Locarno (italienisch Grande Albergo Locarno) wurde als erstes Luxushotel im Tessin 1876 eröffnet. Es war Stätte der Friedenskonferenz von Locarno 1925 und des Filmfestivals Locarno von 1946 bis 1970. Das Hotel wurde 2005 geschlossen und verfiel in der Folge zusehends. Es soll nach einer Gesamtüberholung 2027 wieder eröffnet werden.

## Lage
Das Hotel steht leicht erhöht mit Blick auf den Lago Maggiore an der Via Sempione 15–17 auf Gemeindegebiet von Muralto  gegenüber dem Bahnhof von Locarno unmittelbar an der Gemeindegrenze zu Locarno.

## Geschichte

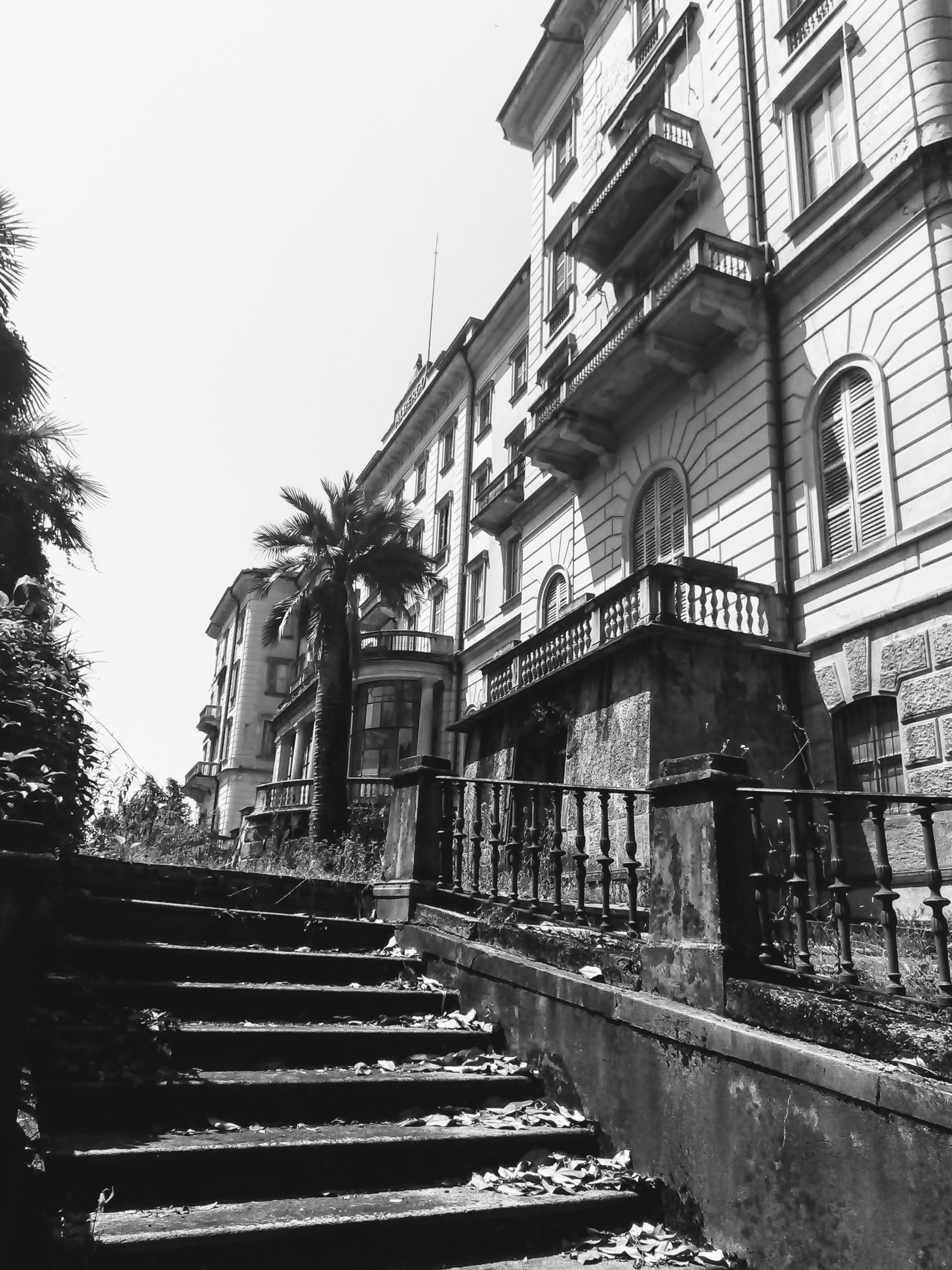
Grand Hotel Locarno nach 15 Jahren Leerstand, 2020

Das Grand Hôtel Locarno wurde zwischen 1874 und 1876 auf Initiative der «Società del Grande Albergo» gebaut. Es steht am Beginn der ersten Blütezeit des Tourismus im Tessin. Nach dem Vorbild des Grand Hôtel wurden in der Folge das Splendide in Lugano, das Du Parc und Reber in Muralto, das Grand Hôtel in Brissago und das Esplanade in Minusio erbaut. Voraussetzung für diese Entwicklung des Tourismus war die verkehrsmässige Erschliessung; die Bahnlinie Bellinzona–Locarno war am 20. Dezember 1874 eingeweiht worden; 1882 folgte die Eröffnung der Gotthardbahn. In der Belle Époque bis zum Ausbruch des Ersten Weltkrieges 1914 blühte vor allem der Wintertourismus.
Vom 5. bis 16. Oktober 1925 fand in Locarno im Palazzo del Pretorio eine Konferenz über europäische Sicherheitsfragen statt, an der Belgien, Deutschland, Frankreich, Grossbritannien, Italien, Polen und die Tschechoslowakei teilnahmen. Die Verträge von Locarno, mit denen das französische Sicherheitsbedürfnis gegenüber Deutschland weitgehend zufriedengestellt wurde, galten als entscheidender Schritt zur Friedenssicherung in Europa. Der grössere Teil der Delegationen logierte im Grand Hôtel. Die internationale Vereinigung der begleitenden Journalisten lud die Minister zu einem abschliessenden Mahl im Grand Hôtel ein.
Am 2. Juni 1946 hatte die Stadt Lugano in einer Volksabstimmung das Projekt zum Bau eines Amphitheaters im Parco Ciani für die Schau des internationalen Films, welche die Stadt in den beiden vorangegangenen Jahren beherbergt hatte, abgelehnt. Im Grand Hôtel in Locarno fanden die Organisatoren einen geeigneten Ersatzort für das Filmfestival; die Open-Air-Vorführungen fanden im August 1946 im Park des Hotels statt. An der Schlussvorstellung mit Roberto Rossellinis Werk Roma città aperta mit Anna Magnani sollen 1800 Zuschauer teilgenommen haben. Bis 1967 fand das Festival im Grand Hôtel statt. Nach drei Filmfestivals ohne Open-Air-Vorführungen wurden die Filmvorstellungen 1971 auf die Piazza Grande mit 8000 Sitzplätzen verlegt. Bis zur Schliessung des Hotels 2005 logierten zahlreiche Filmstars während der Festivals jeweils im Grand Hôtel.
Das Hotel wurde im Spätherbst 2005 geschlossen. Gründe waren «der negative touristische Trend, die nötig gewordenen gewaltigen Investitionen, die verpassten Gelegenheiten, das Haus bezüglich Aussehen und Nutzung zu erneuern».

## Architektur
Das Hotel wurde nach Plänen des Architekten Francesco Galli errichtet. Er gilt als Wegbereiter eines Baustils, der aussen eher schlicht gehalten ist und wenige Verzierungen aufweist. Über einem Sockel und dem Erdgeschoss hat das Gebäude drei weitere Stockwerke. Die Fassade zum Park ist an den Seiten durch zwei vortretende Flügel und in der Mitte durch einen Avantcorps mit vorgelagerter Loggia strukturiert. Stilelemente der Neorenaissance wie das Giebeldreieck prägen die Fassade. Eine imposante Treppe, die beidseits in den Park führt, wird in der Eingangshalle mit dem Aufgang zu den oberen Stockwerken weitergeführt. Im Inneren sind Stuckaturen und Malereien erhalten geblieben. In der Eingangshalle hängt über mehrere Stockwerke der 800 kg schwere Kronleuchter aus Murano-Glas, der es ins Guinnessbuch der Rekorde geschafft hat.
Das Hotel ist als Objekt von nationaler Bedeutung eingetragen im Kulturgüterschutzinventar des Bundesamts für Bevölkerungsschutz.

## Wiedereröffnung
Nach fast zwanzig Jahren Leerstand präsentierte sich das Hotel in einem desolaten Zustand. Sechs Anläufe für eine Wiederbelebung scheiterten. Beispielsweise hatte sich 2008 René Schweri, Erbe des Denner-Gründers Karl Schweri, für ein Jahr das Vorkaufsrecht erworben. Im März 2022 reichte die Artisa Group der Tessiner Immobilien- und Bauunternehmer Stefano und Alain Artioli das Baugesuch für eine Sanierung des Hotels ein. Die Società ticinese per l'arte e la natura legte Beschwerde ein, weil dem Denkmalschutz zu wenig Rechnung getragen worden sei. Der Bauherr akzeptierte die Kritik und überarbeitete das Projekt. Die Gemeinde Muralto genehmigte das Baugesuch am 21. Dezember 2022. Die gesamten Investitionskosten inklusive Ankauf veranschlagen die neuen Eigentümer auf 80 Millionen CHF.
Im Juni 2023 begannen die Bauarbeiten. Der Entwurf des Architekten Ivano Gianola sieht 122 Zimmer und Suiten mit Spa und Wellnesszentrum und drei Restaurants vor. Auch der mehr als 4000 Quadratmeter grosse Park soll saniert werden. Es ist geplant, das Hotel unter der Marke The Luxury Collection von Marriott im Jahre 2027 wieder zu eröffnen.